# Dioscorea multiloba
Dioscorea multiloba är en enhjärtbladig växtart som beskrevs av Carl Sigismund Kunth. Dioscorea multiloba ingår i släktet Dioscorea och familjen Dioscoreaceae. Inga underarter finns listade i Catalogue of Life.